# 封神第二部：战火西岐
《封神第二部：战火西岐》（或簡稱《封神第二部》）是一部2025年中国奇幻電影，也是系列电影“封神三部曲”的第二部。是2023年電影《封神第一部：朝歌风云》的续集。本片改编自16世纪的中国古典神话小说《封神演义》（第四十回至第四十六回，以及第五十一回至第五十六回）和话本《武王伐纣平话》。由、那爾那茜、黄渤、吳興國、費翔、娜然、此沙、武亚凡、夏雨、袁泉及陈坤主演，乌尔善執導，巴里·M·奥斯本制作顾问，冉平、冉甲男、乌尔善和曹升編劇，葉錦添美术指导、李云中概念设计、四季特效化妆总监、道格拉斯·史密斯视效总监、蒙柯卓兰音乐总监、吴伊蓓视效制片人、高鸣璐视效制片人。第二部作品着重讲述姜子牙、姬发带队坚守西岐，邓婵玉、闻仲奉商王殷寿之命，率魔家四将等商朝大军征伐西岐，兵戈相对、法术交锋，两大阵营掀起强强对决，继续关于“封神榜” 的争夺。本片於2025年乙巳蛇年大年初一（1月29日）在中国大陆正式公映。

## 剧情
殷商太子殷郊被斩首后，哪吒、杨戬将殷郊尸首送往昆仑，元始天尊认定殷郊为天下共主，不顾十二金仙劝阻，一意孤行，不惜代价也要复活殷郊，因而逆天行事。然则殷郊怨念极深，三魂七魄不入封神榜，最终元始天尊耗尽千年修为法力，法力尽失变回了凡人，从而复活殷郊。元始天尊为助殷郊成为天下共主，命殷郊下山与西岐合作，对抗殷寿。
殷商太师闻仲远征北海，苦战十年，终凯旋回朝。率领邓婵玉、太鸾、魔家四将回朝歌，商王殷寿推心置腹，乞求闻仲发兵西岐，夺取封神榜。闻仲以年迈为由，告老还乡。 邓婵玉为继承父亲邓九公遗志，请缨出战，殷寿大喜赐战甲，令其征讨西岐。
邓婵玉率领太鸾、魔家四将攻打西岐，殷郊显化三头六臂法相，力破魔家四将。此后邓婵玉与姬发在相处过程中互生情愫，芳心暗许。邓婵玉在西岐城第一次體驗到家的感覺，而姬发也渐渐喜欢上了邓婵玉。可惜造化弄人，两人最终有缘无份。金鳌岛三霄娘娘赠与申公豹五毒葫芦，申公豹随后以五毒葫芦施法，将朝歌将士变成了蛊兵大军。一场大战即将来临。
正当西岐歌舞升平之际，闻仲率领大军攻打西岐，奉商王殷寿圣旨，下令西岐屠城，无论老幼妇孺，一律斩杀，不留活口，其残暴无道之举，尽失民心。为了彻底斩尽杀绝，闻仲更是亲自布下“十绝阵”，令将士服下生死符水，以额头的天眼做阵眼，夺人仙之三魂七魄，十绝阵内昊天无亮，铜镜有光，十绝阵出，人仙皆亡。连哪吒、杨戬、雷震子、殷郊都不是闻仲对手，纷纷败下阵来。西岐战火纷飞，人间一片炼狱，即将城破家亡。
邓婵玉与闻仲约法三章，只要三日内夺取封神榜，就停止屠杀西岐军民，为了达此目的，邓婵玉俘虏姜子牙，但是闻仲背信弃义，杀戮成性，危急关头，邓婵玉以命相搏，携手姬发突袭闻仲，大破十绝阵，闻仲功亏一篑，兵败如山倒。最终邓婵玉因服用过生死符水而死，在姬发的怀抱中，香消玉殒。姬发悲痛欲绝，看着志同道合的战友离他而去。至此，西岐军民成功保卫家园，故事告一段落（正片完）。
申公豹奉旨让闻仲自裁，闻仲因连累三军，无功而返，恼羞成怒之下拔剑自刎，身首异处，结束了自己助纣为虐的罪恶人生。申公豹率领五毒蛊兵前往西岐，西岐即将战火再起。
殷郊不听忠言，复仇心切，孤身一人前往朝歌刺杀商王殷寿。金鳌岛通天教主横空出世，以无上通天法力击败殷郊。殷郊被通天教主控制，扔入汞池洗脑，洗掉了前世记忆。最终殷郊认贼作父、认贼为母，彻底沦为通天教主和商王殷寿的傀儡，为自己的命运悲剧，埋下伏笔。

## 演员
| 演員     | 角色         | 备注                                                         |
|          | 姬发         |                                                              |
| 那爾那茜 | 鄧嬋玉       |                                                              |
| 黄渤     | 姜子牙       |                                                              |
| 吳興國   | 聞仲         |                                                              |
| 费翔     | 殷寿         |                                                              |
| 娜然     | 妲己         |                                                              |
| 陈牧驰   | 殷郊         |                                                              |
| 此沙     | 杨戬         |                                                              |
| 武亚凡   | 哪吒         |                                                              |
| 夏雨     | 申公豹       |                                                              |
| 僧格仁欽 | 魔禮青       |                                                              |
| 艾力庫   | 魔禮壽       |                                                              |
| 張藝瀧   | 魔禮海       |                                                              |
| 那音太   | 魔禮紅       |                                                              |
| 刘潮     | 太鸾         |                                                              |
| 陈坤     | 元始天尊     |                                                              |
| 陈坤     | 通天教主     | 在片尾彩蛋登场                                               |
| 馮紹峰   | 太乙真人     |                                                              |
| 杨添皓   | 赤精子       |                                                              |
| 李泽宇   | 广成子       |                                                              |
| 俞颖     | 慈航道人     |                                                              |
| 宋宁峰   | 黄龙道人     |                                                              |
| 夏晨旭   | 玉鼎真人     |                                                              |
| 吴超     | 灵宝大法师   |                                                              |
| 杨大鹏   | 惧留孙       |                                                              |
| 赵磊     | 普贤真人     |                                                              |
| 张振煊   | 文殊广法天尊 |                                                              |
| 文波     | 道行天尊     |                                                              |
| 宋渡宇   | 清虚道德真君 |                                                              |
| 景岗山   | 帝乙         |                                                              |
| 袁泉     | 姜王后       | 在片尾彩蛋片段登场                                           |
| 钱波     | 散宜生       |                                                              |
| 巴雅尔图 | 南宫适       |                                                              |
| 僧格仁钦 | 殷破败       |                                                              |
| 烏日麗格 | 西岐女孩     |                                                              |
| 艾米     | 小女孩       |                                                              |
| 宋金泽   | 周公旦       |                                                              |
| 春晓     | 云霄娘娘     | 仅以旁白出现，形象未登场                                     |
| 其勒木格 | 琼霄娘娘     | 仅以旁白出现，形象未登场                                     |
| 张雪菡   | 碧霄娘娘     | 仅以旁白出现，形象未登场                                     |
| 不适用   | 雷震子       | 数字特效生物，韩鹏翼担任动作捕捉演员。                       |
| 不适用   | 殷郊（法相） | 数字特效生物，形象设计参考了药师佛，陈牧驰担任动作捕捉演员。 |

## 製作
影片有超过2000个特效镜头，在视效和动作场面上比第一部实现全面升级。涵盖战斗场景和各种中国神话神兽，包括墨麒麟、花狐貂、蛟龙。殷郊（法相）的造型灵感来源于蓝色琉璃光药师佛，魔家四将的造型灵感来源于唐代吴道子的《八十七神仙卷》，邓婵玉的创作则参考了商代将军妇好。那尔那茜表示，历史上有真实的女将军，给予给了她很多信心和鼓励。

### 歌曲
| 曲別   | 歌名 | 演唱者 | 作詞                 | 作曲           | 編曲 |
| 主題曲 | 乐土 | 石倚洁 | 王艺、曹升、蒙柯卓兰 | 蒙柯卓兰、田汨 | 田汨 |

## 发行
2024年10月29日，《封神第二部：战火西岐》正式宣布定档2025年1月29日（大年初一）。2025年1月27日，发布终极预告。
本片在烂番茄的評價為83%。

## 備註
1. ↑  电影原名“封神三部曲之魔道争锋”。

## 外部連結
- 时光网上《封神第二部：战火西岐》的資料（简体中文）
- 豆瓣电影上《封神第二部：战火西岐》的資料 （简体中文）
- 1905电影网上《封神第二部：战火西岐》的资料（简体中文）
- 互联网电影数据库（IMDb）上《封神第二部：战火西岐》的资料（英文）
- 爛番茄上《Creation of the Gods II: Demon Force》的資料（英文）